# Carlos Trincheiras
Carlos Trincheiras (Torres Novas, 4 de Junho de 1937 — Curitiba, Brasil, 13 de Maio de 1993), foi um bailarino, coreógrafo, professor e diretor artístico  português.

## Biografia
Carlos Henrique Machado Trincheiras, começou a interessar-se pelo bailado já adulto, tendo estudado com Margarida de Abreu no Círculo de Iniciação Coreográfica. Completou a sua formação na Rambert School de Londres e em Paris com Boris Kniazeff; estudou depois dança moderna e pedagogia da dança clássica com Vera Volkowa e Hanz Züllig na Folkwang Hochschule de Essen-Werden, Alemanha.
Carlos Trincheiras trabalhou com alguns dos principais coreógrafos e bailarinos nacionais e internacionais, tendo dançado reportório clássico com Léonide Massine, Anton Dolin, Serge Lifar, Nicholas Beriozoff (1906—1996) e Yurek Lazowski, entre outros. Foi assistente de coreógrafos como John Butler, Hans van Manen, Norman Walker, Milko Sparemblek, Maurice Béjart e Lar Lubovitch. Foi primeiro bailarino e membro fundador do Ballet Gulbenkian; integrou a comissão Artística que dirigiu o grupo entre 1975 e 1977 (com Isabel Santa Rosa, Jorge Garcia, Armando Jorge e Ger Thomas). Criou diversos bailados para ópera (A Danação de Fausto, Orfeu, Ifigénia em Taurida), televisão e cinema. Coreografou mais de trinta obras para os reportórios do Ballet Gulbenkian, da Companhia Nacional de Bailado e do Ballet do Teatro Guaira. Como coreógrafo do Ballet Gulbenkian foi autor de bailados como Os Últimos Segundos do Último Sonho de…, 1975, ou Amor de Perdição; para a Companhia Nacional de Bailado pode destacar-se Sagração da Primavera, 1984.
Carlos Trincheiras foi responsável por um dos períodos mais importantes do Ballet Teatro Guaíra, que dirigiu entre 1979 e 1993 e onde remontou vários clássicos, criando coreografias como Sagração da Primavera, 1982, Archipel 3, Variações de Paganini, O Grande Circo Místico, Lendas do Iguaçu, Da Vida e da Morte de uma Mulher Só e Mandala de Maria Bueno, entre outras.
As suas obras foram apresentadas em diversos países da Europa e África ou no Brasil, tendo vencido diversos prémios pelas suas coreografias em Portugal e Brasil.
Foi casado com a bailarina Isabel Santa Rosa (1931-2001).
A 9 de junho de 1993, foi agraciado, a título póstumo, com o grau de Comendador da Ordem do Infante D. Henrique.

António Laginha (in Portugal 45-95, Nas artes, nas letras e nas ideias - CNC)